# Городня (река, впадает в Витьбино)
Городня — река на северо-западе Тверской области России, протекает по территории Пеновского района. Длина реки — 14 км.
Река вытекает из небольшого болота недалеко от урочища Городенский Мох. Течет в западном направлении по болотистой местности. Поворачивает на юго-запад, затем на юг. Впадает в залив на северо-востоке озера Витьбино. Река принимает два безымянных ручья (оба правые).

## Данные водного реестра
По данным государственного водного реестра России относится к Верхневолжскому бассейновому округу, водохозяйственный участок реки — Волга от истока до Верхневолжского бейшлота, речной подбассейн реки — Волга до Рыбинского водохранилища. Речной бассейн реки — (Верхняя) Волга до Куйбышевского водохранилища (без бассейна Оки).
- Код водного объекта в государственном водном реестре — 08010100112110000000079
- Код по гидрологической изученности — 110000007
- Номер тома по ГИ — 10
- Выпуск по ГИ — 0[4].